# Kuyūthā
Il kuyūthā (in arabo كيوثاء‎?, kuyūthā) è un toro gigantesco con 4000 occhi, bocche, orecchi, narici e zampe. Questa creatura proviene dalla mitologia araba pre-islamica.
Si trova sulla schiena del colossale pesce Bahamūt; sopra al kuyūthā c'è una montagna rossa composta di rubino, sopra la quale sta un angelo che sorregge sulle spalle sette cieli, la terra e sette inferni.
Questo essere compare anche nel settimo capitolo della saga di Final Fantasy, traslitterato in kujata, come evocazione e nel tredicesimo capitolo come fal'Cie.